# 1893 Jakoba
1893 Jakoba este un asteroid din centura principală, descoperit pe 20 octombrie 1971, de Paul Wild.